# Contre ton cœur
Pour les articles homonymes, voir Colo et Colo (homonymie).
Pour plus de détails, voir Fiche technique et Distribution.
Contre ton cœur (Colo) est un film dramatique portugais écrit et réalisé par Teresa Villaverde et sorti en 2017. Il a été sélectionné pour concourir pour l'Ours d'or dans la section principale du Festival international du film de Berlin.

## Synopsis
Au Portugal, le quotidien d’une famille est bouleversé : le père se retrouve au chômage et la mère doit alors cumuler deux emplois. Mais leur fille est bien décidée à ne pas se laisser abattre et à continuer à vivre sa vie d’adolescente. Une distance trouble s’installe entre eux : le début d’une lente implosion, chacun cherchant à s’adapter à sa façon à cette situation nouvelle.

## Fiche technique
- Titre : Contre ton cœur
- Titre original : Colo
- Réalisation : Teresa Villaverde
- Scénario : Teresa Villaverde
- Photographie : Acácio de Almeida
- Montage : Rodolphe Molla
- Pays de production :  Portugal
- Langue originale : portugais
- Format : couleur
- Genre : dramatique
- Durée : 136 minutes
- Dates de sortie :
  - Allemagne : 15 février 2017 (Berlinale)
  - Portugal : 15 mars 2018[1]
  - France : 19 juin 2019

## Distribution
- João Pedro Vaz :
- Alice Albergaria Borges :
- Beatriz Batarda :
- Clara Jost :
- Rita Blanco :
- Simone de Oliveira :
- Ricardo Aibéo :
- Marcello Urgeghe :
- Tomás Gomes :
- Dinis Gomes :
- Angela Cerveira : Senhora Café